# Чандаули
Чандаули (англ. Chandauli, хинди चन्दौली) — город на севере Индии, в штате Уттар-Прадеш, административный центр одноимённого округа.

## География
Город находится в юго-восточной части Уттар-Прадеша, к востоку от реки Ганг, вблизи административной границы со штатом Бихар. Абсолютная высота — 69 метров над уровнем моря.
Чандаули расположен на расстоянии приблизительно 280 километров к юго-востоку от Лакхнау, административного центра штата и на расстоянии 692 километров к юго-востоку от Нью-Дели, столицы страны.

## Демография
По данным официальной переписи 2001 года численность населения города составляла 20 071 человека, из которых мужчины составляли 55,5 %, женщины — соответственно 44,5 %. Уровень грамотности взрослого населения составлял 65,7 %. Уровень грамотности среди мужчин составлял 73,9 %, среди женщин — 55,4 %. 15,6 % населения составляли дети до 6 лет.

## Транспорт
Сообщение Чандаули с другими городами Индии осуществляется посредством железнодорожного и автомобильного транспорта. Ближайший аэропорт расположен в городе Варанаси.